# Blanzac-Porcheresse
Blanzac-Porcheresse è un comune francese di 871 abitanti situato nel dipartimento della Charente, nella regione della Nuova Aquitania.

## Società

### Evoluzione demografica
Abitanti censiti